# Мій рік пенісів
My Year of Dicks — американський короткометражний анімаційний фільм 2022 року режисерки Сари Гуннарсдоттір, створений і написаний Памелою Рібон. Фільм заснований на комедійних мемуарах Памели Рібон 2017 року "Записки для хлопців: та інші речі, про які я не мала ділитися публічно".

## Сюжет
Настав 1991 рік, і Пем — уперта, творча 15-річна дівчина з околиць Г'юстона — вирушає в комедійну подорож, повну розчарувань і самопізнання, шукаючи відповідного хлопця, з яким можна було б втратити цноту, щоб стати повноцінною… реалізованою жінкою, якою вона себе уявляла.

## Сприйняття
З моменту виходу стрічка була відібрана на різних фестивалях і академіях по всьому світу. Короткометражний фільм отримав численні нагороди на міжнародних кінофестивалях, у тому числі на фестивалі в Аннесі, кінофестивалі SXSW і Бруклінському кінофестивалі, а також номінований на 95-у премію « Оскар» у категорії «Найкращий короткометражний анімаційний фільм».